# Академічне веслування на літніх Олімпійських іграх 1952
Змагання з академічного веслування на літніх Олімпійських іграх 1952 року проводилися лише серед чоловіків. Вони проводились з 20 по 23 липня 1952 року.
Участь у змаганнях всього взяли 404 веслувальники з 33 країн світу. 78 спортсменів з 14 країн вибороли по одній олімпійській медалі.
Наймолодшим учасником змагань був француз Бернар Малівуар (14 років 92 дні), найстарішим — швейцарець Вальтер Людін (44 роки 145 днів).

## Загальний медальний залік[1]
| Місце | Країна    | Золото | Срібло | Бронза | Загалом |
| ----- | --------- | ------ | ------ | ------ | ------- |
| 1     | США       | 2      | 0      | 1      | 3       |
| 2     | СРСР      | 1      | 2      | 0      | 3       |
| 3     | Франція   | 1      | 1      | 0      | 2       |
| 4     | Аргентина | 1      | 0      | 0      | 1       |
| 4     | СФРЮ      | 1      | 0      | 0      | 1       |
| 4     | ЧССР      | 1      | 0      | 0      | 1       |
| 5     | Швейцарія | 0      | 1      | 1      | 2       |
| 5     | Австралія | 0      | 1      | 1      | 2       |
| 6     | Бельгія   | 0      | 1      | 0      | 1       |
| 6     | Німеччина | 0      | 1      | 0      | 1       |
| 7     | Польща    | 0      | 0      | 1      | 1       |
| 7     | Уругвай   | 0      | 0      | 1      | 1       |
| 7     | Данія     | 0      | 0      | 1      | 1       |
| 7     | Фінляндія | 0      | 0      | 1      | 1       |

## Медалісти[2]
| Дисципліна                       | Золото | Срібло | Бронза |
| -------------------------------- | --- | --- | --- |
| Одинарні                         | Юрій Тюкалов | Мервін Вуд | Теодор Коцерка |
| Двійки парні                     | Транкіло Капоццо Едуардо Герреро                                                                                            | Георгій Жилін Ігор Ємчук | Мігель Сейхас Хуан Родрігес |
| Двійки розпашні без стернового   | Чарлз Логг Томас Прайс | Мішель Кнуйсен Роберт Баетенс | Курт Шмід Ганс Кальт |
| Двійки розпашні зі стерновим     | Раймон Салль Гастон Мерс'є Бернар Малівуар                                                                                  | Гайнц Манхен Гельмут Гейнголд Гельмут Нолль                                                                                             | Свенд Педерсен Поул Свендсен Юрген Францен                                                                                      |
| Четвірки розпашні без стернового | Дує Боначич Велімір Валента Мате Троянович Петар Шегвич                                                                     | П'єр Блондьо Жан-Жак Гіссар Марк Буассу Роже Готьє                                                                                      | Вейкко Ломмі Кауко Валстен Ойва Ломмі Лаурі Неваляйнен                                                                          |
| Четвірки розпашні зі стерновим   | Карел Мейта Іржи Гавліс Ян Йиндра Станіслав Луск Мірослав Коранда                                                           | Ріко Б'янкі Карл Вейдман Гайнріх Шеллер Еміль Есс Вальтер Лейзер                                                                        | Карл Ловстед Елвін Албріксон Ричард Валстром Матт Ліндерсон Альфред Россі                                                       |
| Вісімки                          | Френк Шекспір Вільям Філдс Джеймс Данбер Ричард Мерфі Роберт Детвейлер Генрі Проктор Вейн Фрай Едвард Стівенс Чарлз Менрінґ | Слава Амірагов Леонід Гіссен Євген Самсонов Володимир Крюков Ігор Поляков Євген Браго Володимир Родімушкін Олексій Комаров Ігор Борисов | Роберт Тіннінґ Ернест Чепмен Німрод Ґрінвуд Мервін Фінлей Едвард Пейн Філіп Кайзер Томас Чессел Девід Андерсон Джефрі Вільямсон |